# 이노우에 료타 (2000년)
이노우에 료타(일본어: 井上 竜太, 2000년 7월 25일~)는 일본의 축구 선수이다.

## 구단 경력
그는 2023년 J2리그의 츠바이겐 가나자와에 입단했다. 2023년후 J3리그에 강등했다. 2024년까지 56경기에 출전하여, 2득점을 넣었다. 2025년 J2리그의 블라우블리츠 아키타로 이적했다.